# Elymus tridentatus
Elymus tridentatus là một loài thực vật có hoa trong họ Hòa thảo. Loài này được (C.Yen & J.L.Yang) S.L.Chen mô tả khoa học đầu tiên năm 1997.